# Palma del martirio

Figura heráldica de la palma.

En la iconografía cristiana, la palma del martirio, es un atributo adoptado en las representaciones de los primeros santos de la Iglesia y mártires. Esta representación tiene un probable origen oriental, sitio donde se daba una gran importancia a las palmeras al vincularlas con los oasis y a la vida. También se pensaba que en el momento en que la palmera generaba sus frutos esta moría, de ahí que se significara como un sacrificio.

## Origen y significado
En Roma, ya existía la representación de la palma en la imagen de la Victoria. El significado que se le dio en la época precristiana, es decir cuando era una religión perseguida por el Imperio romano, fue considerada como un símbolo de victoria del espíritu sobre lo terrenal y la carne, así como un símbolo del renacimiento y de la inmortalidad. Los llamados mártires, según consta en las actas de los mártires, eran condenados a morir al profesar la fe cristiana, por lo que sacrificaban su vida terrenal y salían vencedores contra los enemigos de la cristiandad. El simbolismo cristiano, presente desde los primeros cristianos está vinculado al Libro de los Salmos, donde se dice que al igual que florecerá la palmera así hará el justo: la palmera produce una inflorescencia cuando parece ahora ya muerta, así los mártires obtienen su recompensa en el paraíso.
En el caso del Domingo de Ramos, que se refiere entrada triunfal de Jesucristo en Jerusalén (Juan 12, 13) previendo de antemano la Resurrección tras la Crucifixión, la palma tiene el mismo valor que un símbolo de la resurrección de los mártires (Apocalípsis 7, 9).

## Representación en el arte
En el arte paleocristiano, la palma es representada con la misma frecuencia que el ancla y la paloma. Esta también se encuentra en los epígrafes de los sepulcros, sarcófagos, frescos, mosaicos, entre otras expresiones a menudo unida al monograma de Cristo. Algunas de las representaciones más comunes de la palma del martirio se encuentran en los mosaicos, en los cuales figuran personas que llevan en la mano ramas como referencia a los cristianos que claman victoria al morir por su fe. Esto se refiere al salmo el justo florecerá como palmera .(Salmos 91, 13)
Otra de las alusiones de la palma es al templo de lo Reyes de Salomón, que, según referencias bíblicas, estaba ornamentado de ricos motivos de palmera.(Reyes 6, 29-32)
En la Leyenda Áurea escrita por Santiago de Vorágine, que retomó del Evangelio apócrifo de Mateo, se recuerda que durante la huida de Egipto, una palmera se inclinó para que María y José tomaran sus dátiles y entre sus raíces, brotó una fuente de agua dulce, que simboliza en la religión cristiana la fuente de la vida.
Algunas de las otras representaciones en que aparece una palma, pese a que no se vincula al martirio, es la leyenda de la rama de palmera en la dormición de María, aunque no es frecuente. También hay representaciones en que María entrega la palma a san Juan Bautista, que a su vez lo lleva ante el ataúd el día de su sepelio. La rama a veces es representada con siete puntas, símbolo que se evolucionará en las Siete espadas de los dolores de María.

## Galería

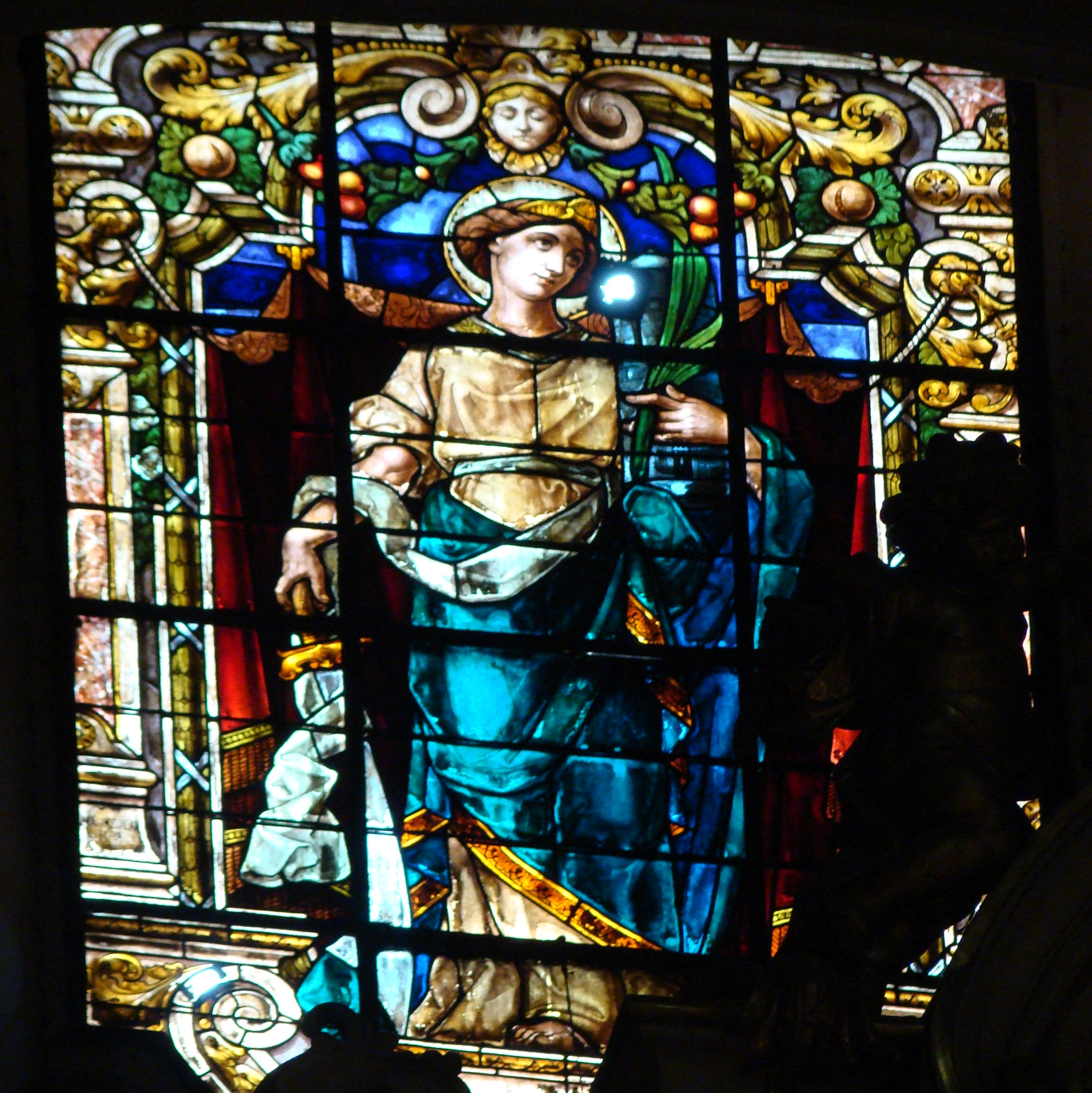
Santa Bárbara en una vidriera
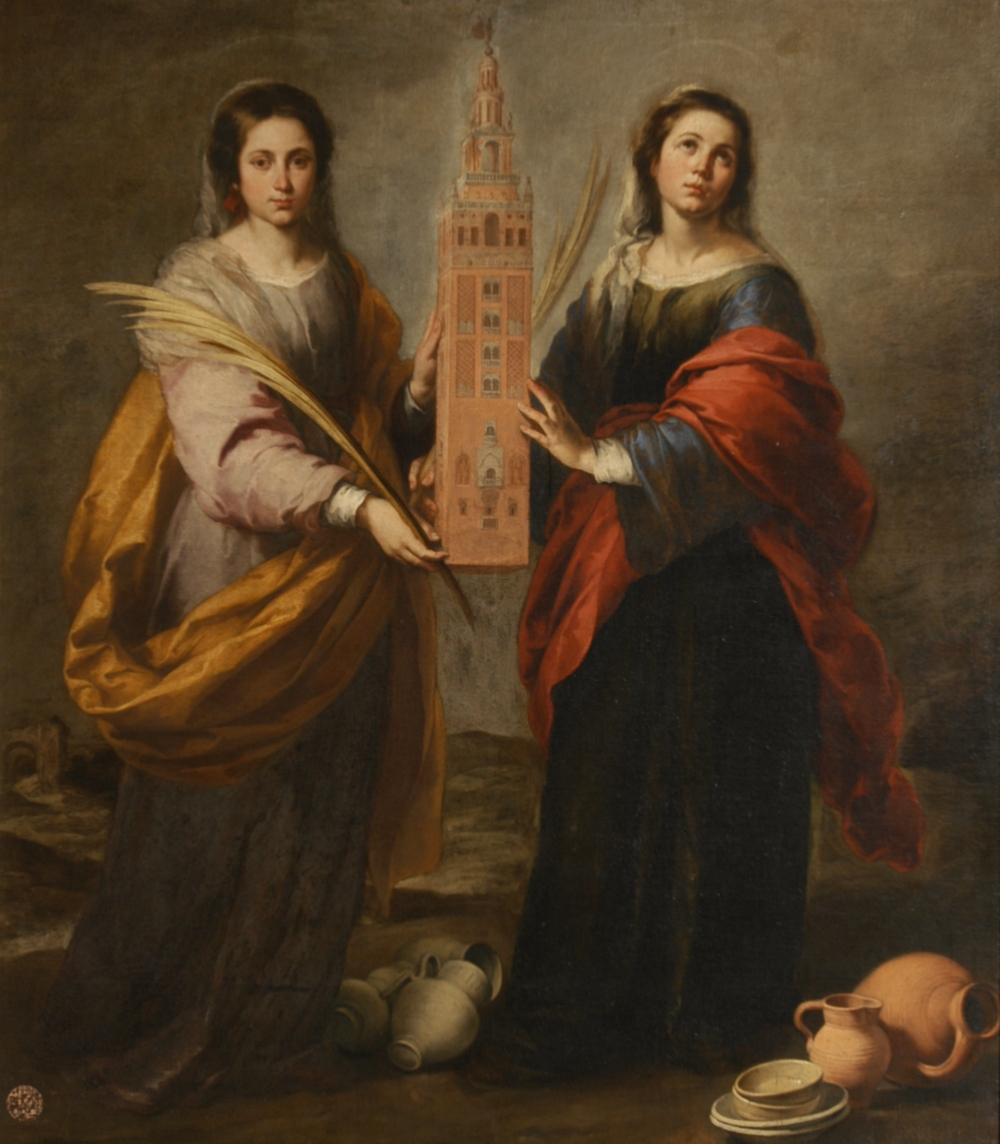
Santa Justa y Santa Rufina, Bartolomé Esteban Murillo
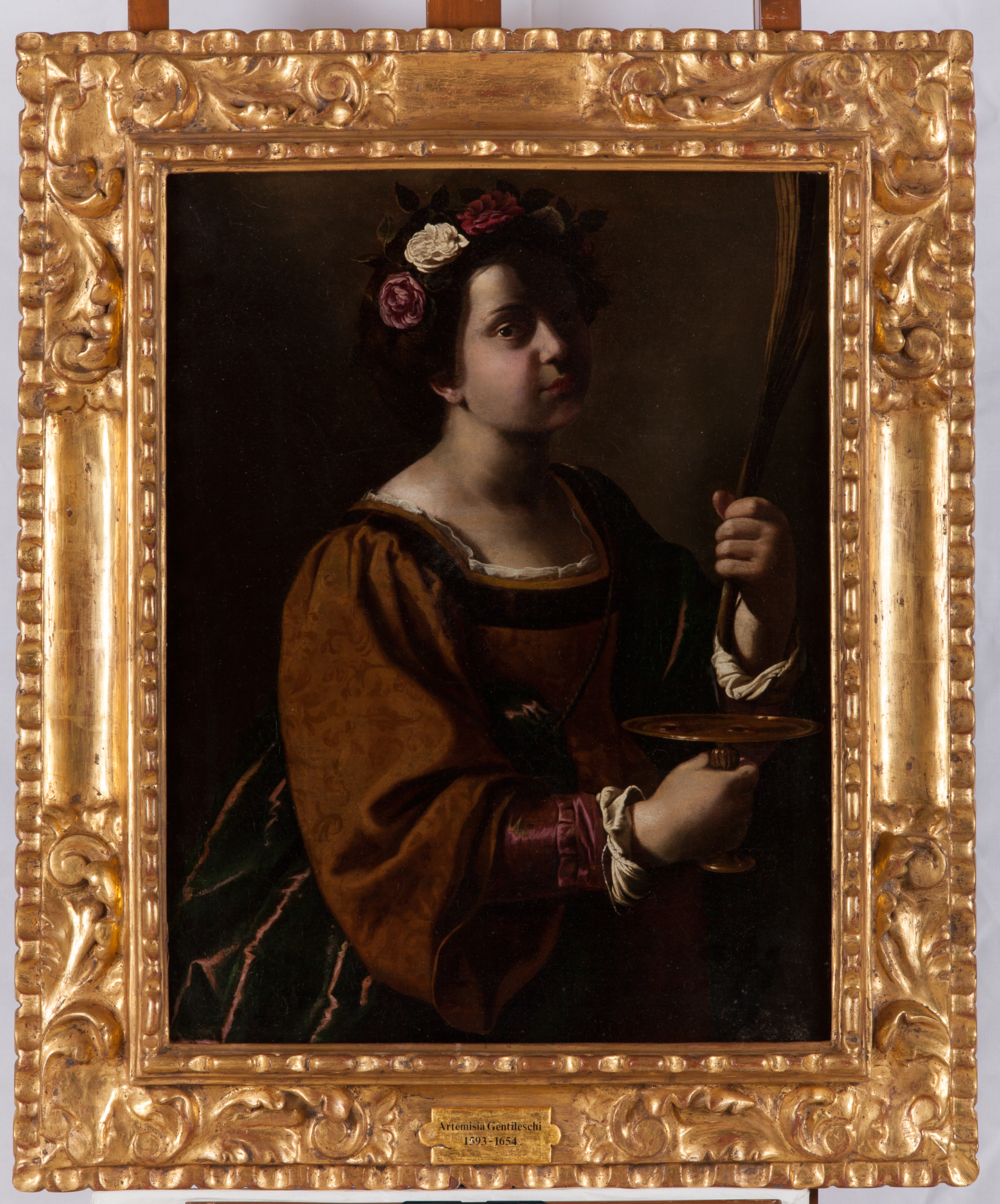
Santa Lucía, Artemisia Gentileschi
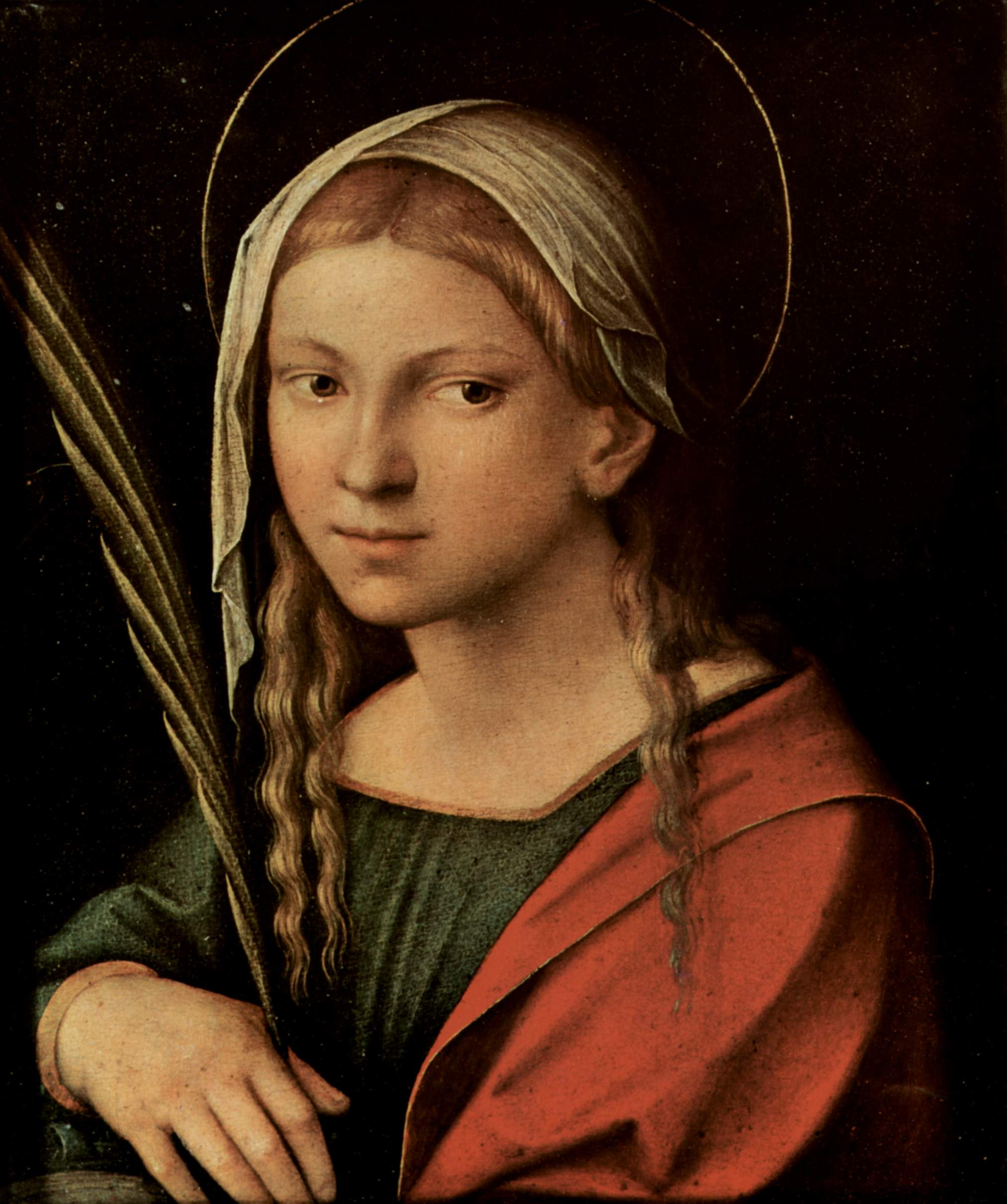
Santa Catalina de Alejandría, Correggio
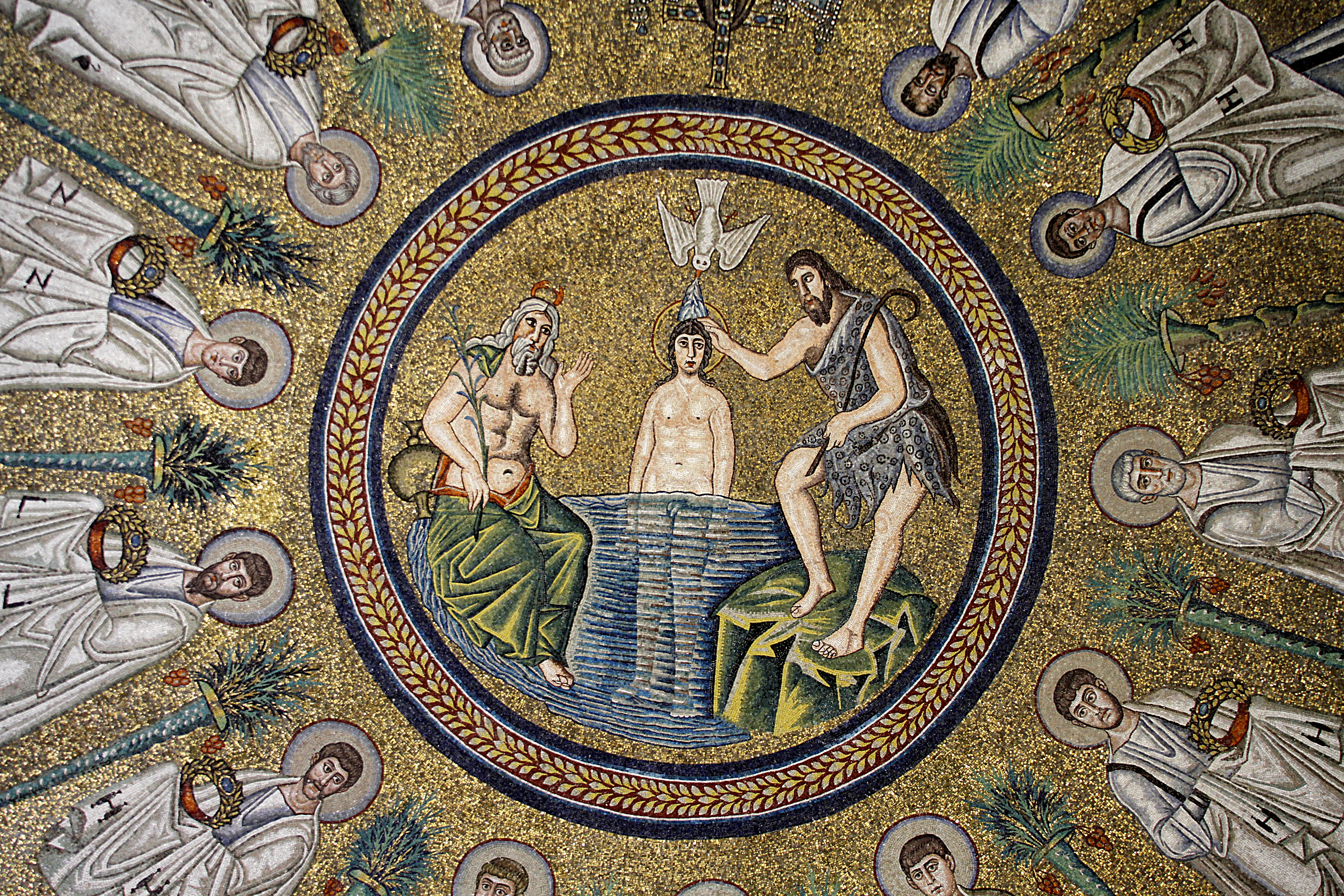
Bautismo de Cristo rodeado de mártires, Baptisterio arriano, Ravena